# Hemet
Hemet ist eine Stadt im Riverside County im US-Bundesstaat Kalifornien mit 89.833 Einwohnern (Stand: Volkszählung 2020) und einer Größe von 72,124 km². Gemeinsam mit der Nachbarstadt San Jacinto bildet sie das San Jacinto Valley.
1887 gegründet, erlangte Hemet 1910 Unabhängigkeitsstatus. Damals wohnten in der Stadt 992 Menschen. Der Bau des Stausees Lake Hemet verhalf der Stadt zu Wachstum und gab der lokalen Landwirtschaft Auftrieb.
Hemet ist für das Theaterstück The Ramona Pageant bekannt. Es wird seit 1923 aufgeführt und ist eines der ältesten Freilichttheaterstücke der Vereinigten Staaten.
Laut Robert Vaughn Young ist Hemet die tatsächliche Zentrale der Scientology-Sekte.

## Geografie
Hemet liegt im Westen des Riverside Countys in Kalifornien in den USA. Südwestlich der Ortsgrenze liegt der Diamond Valley Lake. Im Südwesten grenzt Hemet an die Ortschaft Winchester, im Osten an East Hemet und Valle Vista sowie im Norden an die Stadt San Jacinto, mit der Hemet das San Jacinto Valley bildet. Dieses ist von den Santa Rosa Hills und San Jacinto Mountains umgeben. Es besteht abgesehen vom Diamond Valley Lake aus trockenem Land.
Größere Städte in der Umgebung sind Riverside 50 km nordwestlich und San Diego 110 km südlich von Hemet. Von Los Angeles’ Innenstadt ist Hemet 130 km entfernt.
Hemet hat 78.657 Einwohner (Stand: 2010) und erstreckt sich auf eine Fläche von 72,124 km², die komplett aus Land besteht; die Bevölkerungsdichte beträgt somit 1090,6 Einwohner pro Quadratkilometer und ist durchschnittlich. Das Zentrum von Hemet liegt auf einer Höhe von 486 m.

### Infrastruktur

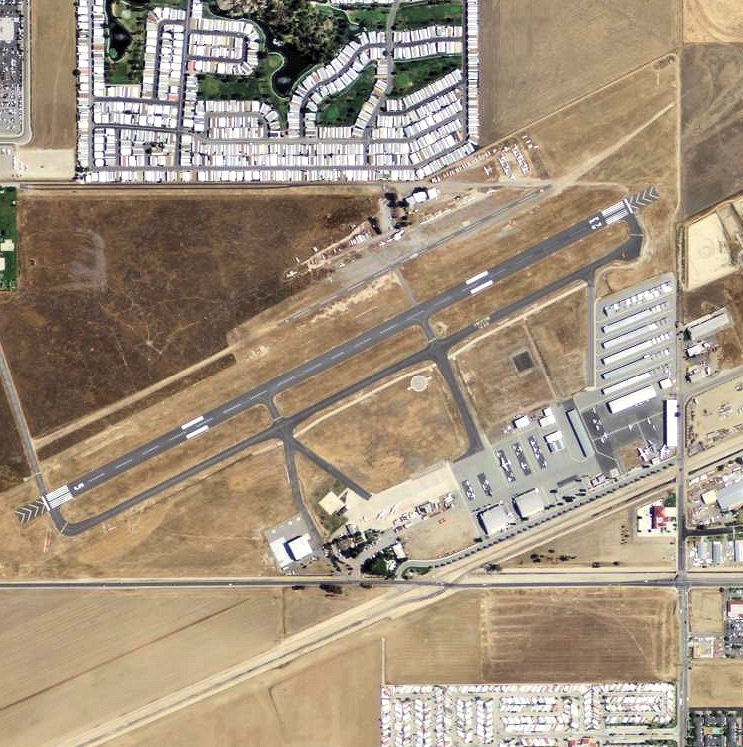
Hemet-Ryan Airport

An das Straßenverkehrsnetz ist Hemet über die California State Routes 74 und 79 angeschlossen. Die Straßen in Hemet sind vorwiegend in einem rasterförmigen Straßennetz (engl. grid) angeordnet.
Flugverkehr wird über den Hemet-Ryan Airport abgewickelt, der dem Riverside County und nicht der Stadt selbst untersteht. Er befindet sich in Hemets Osten. Die nächstgelegenen internationalen Flughäfen sind der Palm Springs International Airport und der Flughafen Los Angeles-Ontario.
Die Eisenbahnstrecke nach Hemet wurde von 1888 bis 1987 von der Atchison, Topeka and Santa Fe Railway betrieben. Sie diente dem Transport von Orangen aus der Region. 1987 wurde sie aufgrund zu geringer Transportnachfrage fast komplett abgebaut. Ihre Reste werden heute zum kurzfristigen Lagern von Schienenfahrzeugen verwendet. Weitere Teile der verbliebenen Schienen sollen laut Plänen der Stadt entfernt werden, um Kreuzungen zwischen Straßen und der Eisenbahnstrecke ebener zu gestalten.

### Klima
|                        | Jan  | Feb  | Mär  | Apr  | Mai  | Jun  | Jul  | Aug  | Sep  | Okt  | Nov  | Dez  |   |       |
| Mittl. Temperatur (°C) | 12,0 | 11,3 | 13,7 | 15,1 | 18,5 | 21,9 | 26,2 | 26,1 | 24,4 | 19,4 | 15,1 | 11,3 | ⌀ | 18    |
| Mittl. Tagesmax. (°C)  | 18,6 | 17,9 | 21,2 | 22,8 | 27,1 | 31,0 | 35,4 | 35,5 | 33,7 | 27,3 | 22,2 | 17,7 | ⌀ | 25,9  |
| Mittl. Tagesmin. (°C)  | 7,0  | 6,4  | 7,9  | 8,9  | 11,7 | 14,4 | 18,6 | 18,7 | 17,7 | 13,7 | 9,9  | 6,6  | ⌀ | 11,8  |
|                        |      |      |      |      |      |      |      |      |      |      |      |      |   |       |
| Niederschlag (mm)      | 50,6 | 69,9 | 31,6 | 22,7 | 6,2  | 0,9  | 6,0  | 6,4  | 5,7  | 26,6 | 31,0 | 58,0 | Σ | 315,6 |

| 7,0 |

| 6,4 |

| 7,9 |

| 8,9 |

| 11,7 |

| 14,4 |

| 18,6 |

| 18,7 |

| 17,7 |

| 13,7 |

| 9,9 |

| 6,6 |

| 7,0 |

| 6,4 |

| 7,9 |

| 8,9 |

| 11,7 |

| 14,4 |

| 18,6 |

| 18,7 |

| 17,7 |

| 13,7 |

| 9,9 |

| 6,6 |

## Geschichte
Indianer vom Stamm der Cahuilla waren die ursprünglichen Bewohner des Gebietes, in dem heute Hemet gelegen ist. Im frühen 18. Jahrhundert wurde das Land von der Missionsstation San Luis Rey de Francia zur Viehhaltung verwendet und die Gegend fortan Rancho San Jacinto genannt. 1842 fiel das Land in Besitz des Siedlers José Antonio Estudillo. Während des ersten großen südkalifornischen Landbooms gründeten 1887 W. F. Whittier und E. L. Mayberry die Lake Hemet Water Company, die Hemet Land Company sowie den Ort Hemet. 1895 wurde der Bau der Staumauer beendet und der Lake Hemet damit als zuverlässige Wasserquelle für das San Jacinto Valley fertiggestellt. Für die Entwicklung der Landwirtschaft vor Ort war der Stausee sehr wichtig. Die Indianer im Ortsgebiet wurden in ein Indianerreservat bei San Jacinto umgesiedelt.
Im Januar 1910 wurde Hemet zu einer unabhängigen City erhoben. Bei einer Wahl hatten 130 Bürger für und 33 gegen diesen Akt gestimmt. Die Gegner waren Landbesitzer, die höhere Steuern in Hemet fürchteten. Als City konnte die Stadt besser geschützt und die Infrastruktur gestärkt werden. An einer Eisenbahnstrecke nach Riverside gelegen, wurde Hemet zu einem Umschlagplatz für Landwirtschaftserzeugnisse wie Zitrusfrüchte, Aprikosen, Pfirsiche, Oliven und Walnüsse aus dem San Jacinto Valley. Ab 1936 fand lange Zeit eine lokale Landwirtschaftsmesse in Hemet statt, ehe sie nach Perris verlegt wurde. Im Zweiten Weltkrieg war Hemet Standort der Ryan School of Aeronautics, die 6000 Piloten von 1940 bis 1944 für die United States Army Air Forces trainierte; ihr Gelände wurde später zum heutigen Hemet-Ryan Airport umgewandelt.
In den 1960er Jahren wurden große Wohnanlagen gebaut, meist in Form von Rentnersiedlungen mit Mobilheimen, die der Stadt den Ruf einer „Rentnerstadt für die Arbeiterklasse“ gaben. In den 1980er Jahren wurden vermehrt Einfamilienhäuser und große Einkaufszentren auf ehemaligen Feldern errichtet. Auf den wirtschaftlichen Abschwung Anfang der 1990er Jahre folgte eine zehnjährige Stagnation der Entwicklung. Anfang des neuen Jahrtausends explodierte die Zahl der Häuserneubauten. Bezahlbarkeit der Wohnungen, die Nähe zu Beschäftigungszentren wie Corona, Riverside und San Bernardino sowie der nach wie vor ländliche Charakter machten Hemet zu einer attraktiven Stadt für Arbeiterfamilien, die sich ein Leben in anderen Teilen Südkaliforniens nicht leisten konnten.

### Zeitleiste

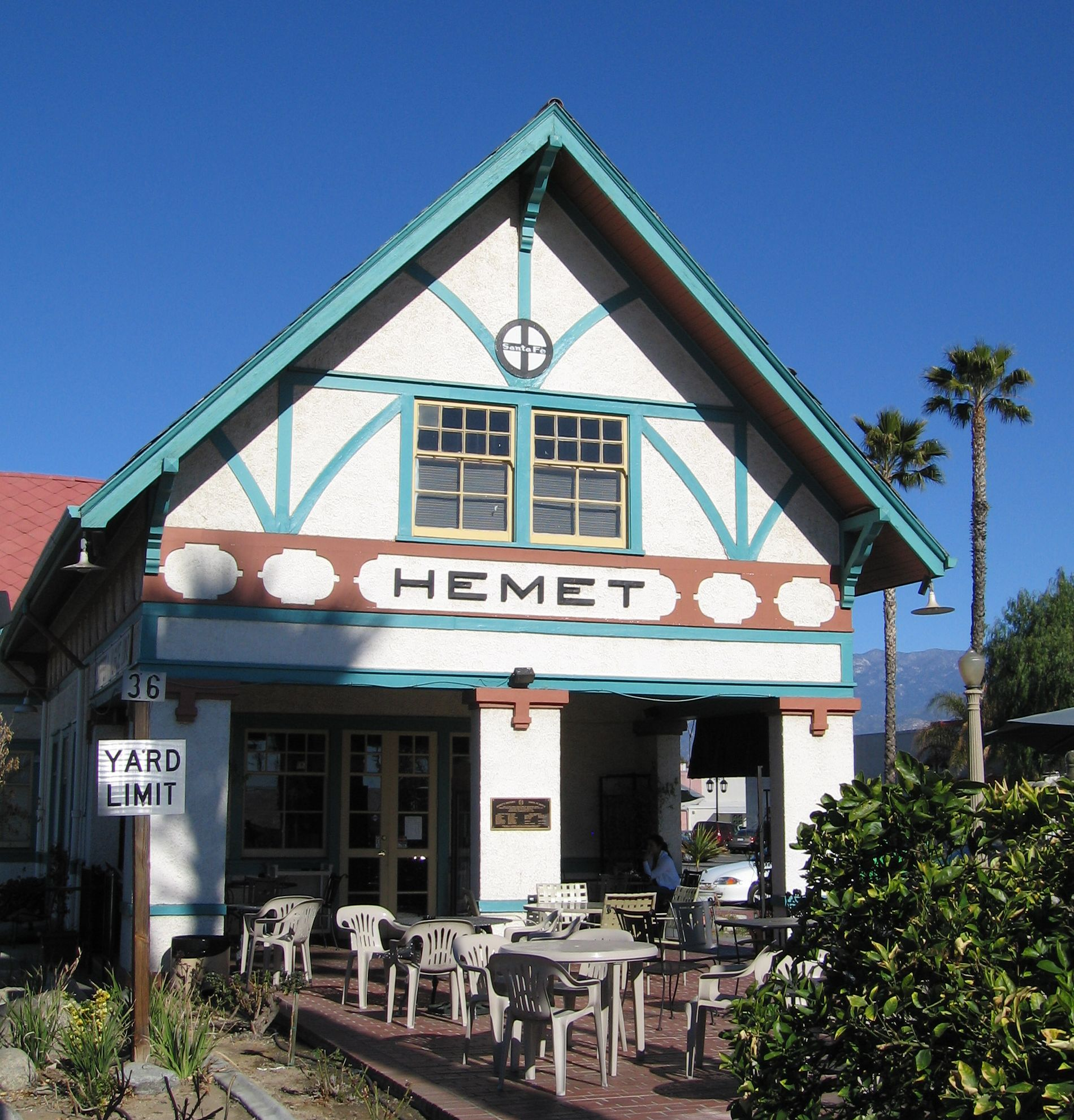
Ehemaliges Santa-Fe-Depot

Die Zeitleiste ist entnommen aus der Hemet Library Heritage Room History Collection.
- 1850: Kalifornien wird US-Bundesstaat
- 1858: Hemet entsteht als Farmersiedlung
- 27. Januar 1887: Lake Hemet Water Company und Hemet Land Company werden gegründet
- 1888: Der Eisenbahnverkehr zwischen Perris und dem San Jacinto Valley beginnt
- 1892: Gründung eines Postamtes
- 1893 Das Riverside County wird aus San Diego County und San Bernardino County gebildet
- 1893: Erste Grundschule
- 1894: Erste Highschool
- 9. Oktober 1895: Der Lake-Hemet-Staudamm wird fertiggestellt
- 25. Dezember 1899: Ein starkes Erdbeben (geschätzte Stärke: ca. 6,5) zerstört die meisten Steinhäuser
- 20. Januar 1910: Hemet wird zur City erhoben
- 1914: Das Santa-Fe-Depot (siehe Foto) wird eröffnet
- 21. April 1918: Ein starkes Erdbeben (geschätzte Stärke: ca. 7) führt zu Bauschäden und Geländebrüchen
- 1921: Das Theater von Hemet wird eröffnet
- April 1923: Erste Aufführung von The Ramona Pageant in Hemet
- August 1940: Die Ryan School of Aeronautics wird eröffnet
- 3. Oktober 1943: Das örtliche Krankenhaus wird eröffnet
- 26. September 1950: Der Eastern Municipal Water District entsteht
- 1. Juli 1966: Der einheitliche Hemet Unified School District wird gebildet
- 1970: Hemet hat erstmals über 10.000 Einwohner
- 23. September 1972: Eine neue Highschool wird eröffnet
- 1980: Immobilienboom
- 1987: Das Santa-Fe-Depot wird aufgegeben und der Stadt Hemet zum Verkauf angeboten
- 1987: Bácum in Mexiko wird Partnerstadt
- 1988: Das Santa-Fe-Depot wird von „Save Our Station“ (S.O.S.) erworben
- 8. Oktober 1991: Die nahegelegenen Domenigoni und Diamond Valleys werden als Standort für den Diamond Valley Lake ausgewählt
- 1995: Die Bauarbeiten am Diamond Valley Lake beginnen
- 13. Juni 1996: Die Straße „Domenigoni Parkway“ wird eröffnet
- Juni 1998: Im ehemaligen Santa-Fe-Depot wird das Hemet-Museum eröffnet
- November 1999: Fertigstellung des Diamond Valley Lakes
- März 2000: Der Diamond Valley Lake wird zusammen mit seinem Erholungsgebiet eröffnet
- 2010: Hemet feiert hundertjähriges Bestehen als City

## Bevölkerung
Einst als „Rentnerhochburg“ mit einem Durchschnittsalter von über 64 Jahren bekannt, tendiert dieses mit aktuell 39 Jahren stetig nach unten.
Rund 15 % der Einwohner sind deutscher Abstammung, das ist der höchste Anteil der Bevölkerung der Abstammung nach gesehen. Rund ein Viertel der Bevölkerung ist mexikanisch.
Die Arbeitslosenquote beträgt 12,9 %.

## Politik
Hemet ist Teil des 23. Distrikts im Senat von Kalifornien, der momentan vom Republikaner Mike Morrell vertreten wird, und dem 42. und 67. Distrikt der California State Assembly, vertreten von den Republikanern Brian Nestande und Melissa Melendez. Des Weiteren gehört Hemet Kaliforniens 36. Kongresswahlbezirk an, der einen Cook Partisan Voting Index von R+1 hat und vom Demokraten Raul Ruiz vertreten wird.
Seit dem 13. Dezember 2011 ist Robert Youssef Bürgermeister von Hemet.

## Persönlichkeiten

### Söhne und Töchter der Stadt
- Jeff Hanneman (1964–2013), Musiker
- James Lafferty (* 1985), Schauspieler
- Coralie Simmons (* 1977), Wasserballspielerin

### Mit Hemet verbundene Persönlichkeiten
- Carl Barks (1901–2000), Comiczeichner und Künstler, lebte von 1942 bis 1969 in Hemet[13]
- Jeff Hanneman (1964–2013), US-amerikanischer Gitarrist und Mitbegründer der Thrash-Metal-Band Slayer, starb hier im Ort
- David Miscavige (* 1960), Scientologe, lebt in der Nähe von Hemet
- Bill Murray (* 1950), Schauspieler, besaß ein Haus in Hemet[14]
- Mickey Rooney Jr. (1945–2022), Schauspieler und Musiker; gründete eine evangelikanische Mission in Hemet